# Knud Blak Jensen
Knud Blak Jensen født (født 10. august 1925, død 22. juli 1980) var en dansk fodboldspiller.
Blak Jensen spillede i forsvaret hos KB. Han var med i den danske trup ved OL 1952 i Helsinki, men fik ikke spilletid. Han fik aldrig nogen A-landskampe, men spillede en U/21-landskamp i 1950 og en B-landskamp i 1952.